# Valerij Aršba
Valerij Šalvovič Aršba (abchazsky Валери Шалва-иԥа Аршба, rusky Валерий Шалвович Аршба; *4. října 1949, Tkvarčeli) je abchazský politik, ekonom a současný předseda Abchazského olympijského výboru. V letech 1995 až 2005 byl viceprezidentem Abcházie za vlády Vladislava Ardzinby. Po skončení na tomto postu působil následujících pět let jako ředitel prezidentské kanceláře.

## Biografie
Valerij Aršba se narodil ve východoabchazském městě Tkvarčeli dne 4. října 1949, kde od roku 1956 do 1967 navštěvoval tamní 1. městskou střední školu. Po složení maturitní zkoušky odešel do Mordvinska, kde studoval ekonomii na Mordvinské státní univerzitě, kterou absolvoval až v roce 1979 se ziskem titulu inženýra ekonomie. V roce 1972 totiž studium přerušil, aby pracoval jako vedoucí strojních inženýrů v abchazském důlním podniku Tkvarčeldolomitstroj (Ткварчелдоломитстрой) a pak byl v letech 1972 až 1974 na povinné vojenské službě, kterou absolvoval u sovětských vojsk umístěných v Československu.
Po vojně pracoval rok na pozici ekonoma v podniku Tkvarčeldolomitstroj a v letech 1975 až 1977 působil v redakci deníku Tkvarčalský horník (rusky: Ткварчальский горняк) jako šéfredaktor sekce průmyslu a dopravy. Potom dva roky až do 1979 pracoval jako ekonom v Abchazském institutu jazyka, literatury a dějin Dmitrije Guliji. Během této doby dokončil své vysokoškolské vzdělání. V letech 1979 až 1985, kdy se stal členem Komunistické strany Sovětského svazu (KSSS), pracoval na suchumské radnici jako lektor a instruktor na organizačním odboru suchumského městského výboru KSSS. Poté se přesunul na šest let až do roku 1991 na pozici vedoucího instruktora abchazského oblastního výboru Komunistické strany Gruzie, kde byl veden na seznamu kandidátů členství v oblastním stranickém výboru. V období rozpadu SSSR v roce 1991 nastoupil na rok jako šéfredaktor novin „Respublika Abchazija“ (Республика Абхазия).
Když vypukla válka v Abcházii v letech 1992 až 1993, přidal se Aršba na stranu abchazských separatistů vedených Vladislavem Ardzinbou, kde bojoval v řadách rodící se abchazské armády. Později byl velitelem své vlastní jednotky a nakonec byl povýšen na pozici zástupce velitele gudautské vojenské posádky. Po skončení bojů působil do roku 1994 v Adygejské republice jako zplnomocněný zástupce Republiky Abcházie, jež uhájila nezávislost, která ale tehdy nebyla žádnou zemí na světě uznána.

### Viceprezident Abcházie
V roce 1994 Aršba vstoupil do vysoké politiky, když se po schválení Ústavy Abcházie Abchazským lidovým shromážděním konaly první prezidentské volby v Abcházii, jež proběhly jako jediné nepřímou volbou. 5. ledna 1995 byl Valerij Aršba Abchazským lidovým shromážděním zvolen na pozici viceprezidenta Abcházie, aby utvořil mocenský tandem s prezidentem Vladislavem Ardzinbou. V této funkci se zaměřil s prezidentem na zachování existence mladého a zbytkem světa neuznaného státu, a na poválečnou obnovu.
V roce 1999 se konaly druhé prezidentské volby, v nichž byl nominován opět jako Ardzinbův viceprezident. Kampaň do těchto voleb, jež měly na rozdíl od předešlých proběhnout přímo, proběhla bez protikandidáta, a tak Ardzinba s Aršbou získali 99 % všech hlasů a byli znovuzvoleni. V druhém období se prezidentský tandem potýkal s klesající oblibou a ekonomickými potížemi, jež s sebou nesla mezinárodní izolace, v níž se Abcházie ocitala, a s rostoucím tlakem opozice. Přesto Aršba vytrval ve funkci viceprezidenta po celé funkční období, stejně jako prezident Ardzinba.

### Prezidentské volby v letech 2004 až 2005
Když se blížil konec Aršbova mandátu viceprezidenta a byly vypsány třetí prezidentské volby, kandidoval v nich i Valerij Aršba. Všechny potřebné dokumenty nutné k zápisu na listinu kandidátů Aršba doručil 23. srpna 2004 a Centrální volební komisí byl jako kandidát zaregistrován. Avšak v dalším vývoji se Aršba kandidatury vzdal ještě dříve, než stihl odstartovat svou předvolební kampaň, a to na nátlak své vlastní rodiny. Coby stále ještě úřadující viceprezident Abcházie před volbami vyzýval obyvatelstvo i úřady, aby byl při volbách dodržen zákon, jakkoliv je nedokonalý, a aby příslušné složky dohlédly na klidný průběh voleb a na ústavní pořádek, jinak by dle něj hrozilo, že svoboda a nezávislost nabytá ve válce s Gruzií přijde vniveč.
Vlivem nepokojů, jež podnítily pochybnosti o výsledcích těchto voleb, a vedly nakonec k jejich opakování, se Aršba přiklonil ke kandidátovi opozice Sergeji Bagapšovi, jemuž měl dělat viceprezidenta Raul Chadžimba, který měl podporu odcházejícího prezidenta Ardzinby. Ten byl nakonec zvolen a na základě dohod mezi Bagapšem a Chadžimbou připadla 15. února 2005 v nově nastupující administrativě Aršbovi funkce ředitele prezidentské kanceláře, tudíž se přesunul z politické funkce na úřednickou. V této pozici vydržel celkem 5 let, než byl 1. března 2010 z funkce odvolán prezidentským dekretem na svou vlastní žádost, neboť přijal nabídku působit ve sportu.

### Odchod z politiky
Po svém odchodu z politiky a konci v prezidentské administrativě se dal na dráhu funkcionáře ve sportu a od roku 2011 až do současnosti je předsedou Abchazského olympijského výboru.
V roce 2020 Aršba vyzval ve svém obsáhlém komentáři publikovaném v novinách Respublika Abchazija k tomu, aby se Abcházie připojila bez újmy na nezávislost země ke Svazu Ruska a Běloruska, neboť má obavy, že by jinak mohlo v budoucnu dojít ke zničení státu i národa. V roce 2021 vydal pro noviny další prohlášení, v němž vyzval abchazské vědce, umělce a představitele současné vládní moci k tomu, aby se pustili do tvrdé práce na oficiální národní doktríně, a aby například lépe probádali abchazské dějiny.